# Endgame (Rise Against-album)
Az Endgame a Rise Against 2011-ben megjelent hatodik stúdióalbuma.

## Az album dalai
Az összes dalszöveg szerzője Tim McIlrath; az összes szám szerzője Tim McIlrath, Joe Principe, Brandon Barnes és Zach Blair.
| 1.    | Architects                          | 3:42 |
| 2.    | Help Is on the Way                  | 3:57 |
| 3.    | Make It Stop (September's Children) | 3:55 |
| 4.    | Disparity by Design                 | 3:49 |
| 5.    | Satellite                           | 3:59 |
| 6.    | Midnight Hands                      | 4:18 |
| 7.    | Survivor Guilt                      | 4:00 |
| 8.    | Broken Mirrors                      | 3:55 |
| 9.    | Wait for Me                         | 3:40 |
| 10.   | A Gentlemen's Coup                  | 3:46 |
| 11.   | This Is Letting Go                  | 3:41 |
| 12.   | Endgame                             | 3:24 |
| 46:05 |                                     |      |

## Közreműködők

### Rise Against
- Tim McIlrath - ének, ritmusgitár
- Zach Blair - gitár, háttérvokál
- Joe Principe - basszusgitár, háttérvokál
- Brandon Barnes - dobok, perkusszió

### Egyéb közreműködők
- Chad Price (ALL) – háttérvokál
- Matt Skiba – háttérvokál a "Midnight Hands" számban
- Miles Stevenson, Maddie Stevenson, Stacie Stevenson, Jade Reese, Kaullin Sigward és Tess Young – háttérvokál a "Make It Stop (September's Children)" számban

### Produkció
- Bill Stevenson – producer, hangmérnök
- Jason Livermore – producer, hangmérnök
- Andrew Berlin – hangmérnök
- Chris Lord-Alge – mixelés
- Ted Jensen – mastering
- Evan Peters – A&R koordinátor
- Keith Armstrong & Nik Karpen – mixelési munka
- Brad Townsend & Andrew Shubert – hangmérnöki munka

## Fordítás
Ez a szócikk részben vagy egészben az Endgame (Rise Against album) című angol Wikipédia-szócikk ezen változatának fordításán alapul.  Az eredeti cikk szerkesztőit annak laptörténete sorolja fel. Ez a jelzés csupán a megfogalmazás eredetét és a szerzői jogokat jelzi, nem szolgál a cikkben szereplő információk forrásmegjelöléseként.

## Külső hivatkozások
- A Rise Against hivatalos oldala